# 錢定遠
錢定遠（1960年7月1日—），台灣體育主播，屏東人。為博斯運動頻道主播、顧問及MOMOTV賽事主播，現轉播中華職棒富邦悍將主場賽事、美國職棒看華視賽事主播

## 簡介

### 中國廣播公司時期
1989年，錢定遠時任中廣新聞網主播，初次接觸棒球轉播。1990年，中華職棒元年，錢開始轉播中職比賽，因當時電視台轉播並不普遍，僅部分賽事錄影播放 ，故職棒初期，實況轉播每場比賽的中廣，便成中職轉播的主要管道之一。
1992年，轉播巴塞隆納奧運棒球賽。由於廣播節目只聞聲不見影，錢定遠以豐富的聲音表現力及緊湊的節奏，在球迷腦海中繪出畫面，成為當時球迷的共同記憶。

### TVIS及年代MUCH台時期
1994年，年代集團標下中職第5年～第7年轉播權，挖角錢定遠進入年代，擔任體育主播。之後，錢在年代旗下的歡樂無線台，後更名TVIS上播報中職。

1995年8月，年代不敵和信集團新台幣15億的天價轉播金，失去中職第8年～第10年轉播權。失去轉播權後，年代董事長邱復生聯合聲寶董事長陳盛沺，合組那魯灣公司經營台灣大聯盟，與中華職棒大聯盟打對台。
1997年，台灣大聯盟開打，錢定遠於年代旗下的TVIS為台灣大聯盟播報比賽，TVIS之後更名為年代體育臺、MUCH TV，直到2003年台灣大聯盟與中職合併為止，共轉播台灣大聯盟第1年～第6年賽事。

2003年兩聯盟合併後，錢定遠於MUCH TV轉播職棒14年，隔年更名為年代MUCH台，轉播中職15年。2005年，年代MUCH台不再轉播中職，錢定遠也離開年代。

### 近期
2006年，錢定遠時任TVBS主播，轉播第一屆世界棒球經典賽。同年也進入公視《美國職棒大聯盟熱賽》轉播團隊，擔任製作人兼主播，轉播以王建民、郭泓志出賽為主的大聯盟賽事。2008年，於HiChannel轉播北京奧運，2009年於公視轉播第二屆世界棒球經典賽，2013年於公視轉播第三屆世界棒球經典賽。
2014年，於博斯運動頻道擔任顧問兼主播，播報中職25年賽事至該年7月博斯終止轉播為止。
2018年3月，WinTV(後改名為「MOMOTV」)加入轉播中職賽事，錢定遠獲邀為富邦悍將主場主播，2020年結束後未再獲邀。
2021年4月，獲邀擔任周末時段美國職棒看華視賽事主播。原本已接受MOMO綜合台的邀請再度擔任富邦悍將主場主播，但中華職棒賽事受到2019冠狀病毒疾病疫情影響無限期停賽。
2022年4月，在Twitch網路直播平台擔任「MOMOTV」頻道主播期間，在一場富邦悍將主場迎戰樂天桃猿賽前脫口「今天這場比賽陳鴻文一定會飛刀射向…那些死猴子身上，那些死猴子一定把他射死」，句末口出穢語，引發球迷熱議。

## 經歷
- 中廣新聞網記者及體育主播（1989～1993）
- TVIS及年代MUCH台體育主播（1994～2005）
- 金龍旗青棒賽大會執行長
- 年代MUCH台體育組長
- TVBS-G《勇闖奇幻島》主持人
- TVBS體育主播
- 公視體育節目製作人兼主播[16]
- ELTA體育台主播
- 博斯運動頻道顧問
- 中華民國學生棒球運動聯盟候補監事
- MOMOTV中華職棒富邦悍將主場賽事主播(2018~2020、2021~)
- 華視主頻美國職棒賽事主播

## 現任
- 美國職棒看華視賽事主播
- MOMOTV中華職棒富邦悍將主場賽事主播

## 外部連結
- 錢定遠在台灣棒球維基館上的頁面（繁體中文）